# Не покупай российское!

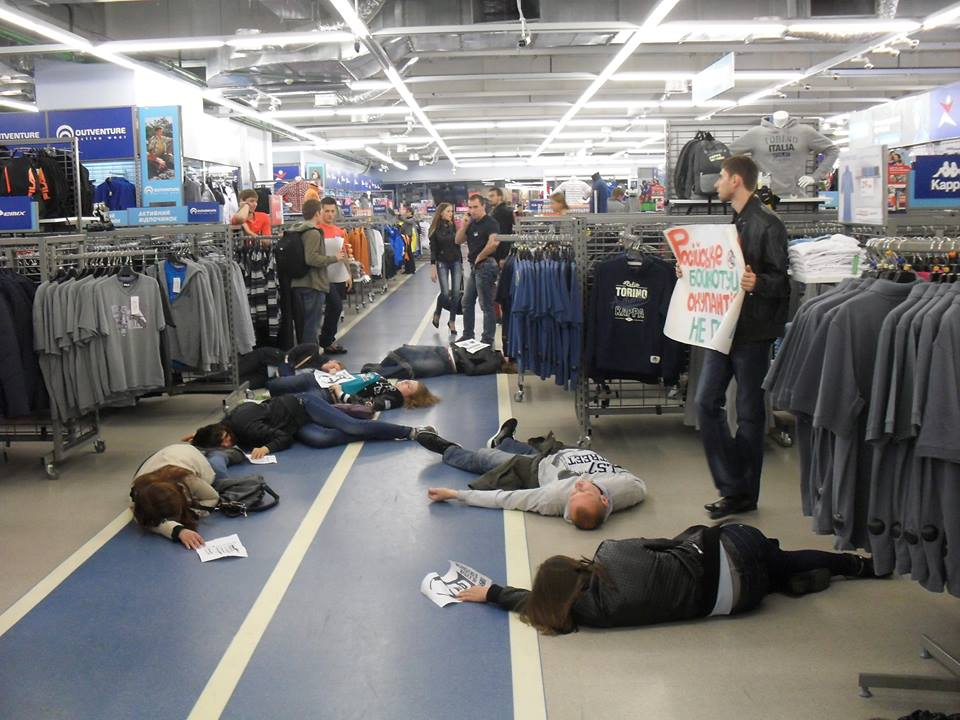
Флэшмоб «Российское убивает!» в Киеве, универмаг «Украина», сентябрь 2014

«Не покупай российское!», или «Бойкотируй российское!» (укр. Не купуй російське!) — кампания бойкота российских товаров на Украине, объявленная в августе 2013 года общественным движением «Відсіч» в ответ на ограничения, введённые таможенной службой Российской Федерации — России на импорт продукции украинских производителей.
Кампания началась с призывов в социальных сетях, за которыми последовало распространение листовок, плакатов, наклеек и тому подобное. Кампания утратила системный характер с началом Евромайдана в ноябре 2013 года, но в марте 2014 года, в связи с аннексией Крыма, активисты объявили о её возобновлении.

## Причины
Причиной начала кампании активисты называли внесение 14 августа 2013 года таможенной службой России всех украинских экспортёров в перечень «рисковых». Эти действия повлекли за собой фактическую блокаду поставок товаров с Украины в Россию, поскольку на пограничных пропускных пунктах стали образовываться очереди из сотен грузовиков и железнодорожных вагонов, ожидающих таможенного досмотра.

## Цель
Активисты кампании в октябре 2013 года заявляли, что её цель состоит в привлечении внимания к «откровенно недружественной политике России в отношении Украины». По их словам, развёрнутая кампания имела целью побудить украинские власти и предпринимателей «искать более надёжных, чем Россия, партнеров и переориентировать украинский бизнес на страны, где торгуют по честным правилам, — а это прежде всего Евросоюз».

## Результаты
Уже в первой половине 2014 года было отмечено радикальное снижение импорта российских товаров.
В апреле 2014 года появились сообщения о том, что российские производители через ассоциацию GS1 меняют российские штрихкоды на штрихкоды других стран. Кроме того, были выявлены факты маскировки российских товаров в некоторых украинских супермаркетах.
Согласно интернет-исследованиям TNS на Украине, в марте — апреле 2014 года 52 % украинцев положительно или скорее положительно относились к бойкоту российских товаров. По данным исследования, 39 % опрошенных участвовали в бойкоте.

## Официальные санкции
Украина впервые на официальном уровне ограничила ввоз товаров с территории России в январе 2015 года, применив запрет на импорт и заградительные пошлины. С тех пор действие этих мер неоднократно продлевалось, а список «санкционных» товаров расширялся. Под запретом, в частности, находится молочная и алкогольная продукция, чай, кофе, пиво, продукция химической промышленности для сельского хозяйства и средства личной гигиены. Россия отвечала аналогичными ограничениями.
2 января 2016 года Украина отменила действие торговых преференций в отношении товаров из России, действовавших в рамках Договора о зоне свободной торговли от 18 октября 2011 года.
10 января 2016 года Украина ввела запрет на ввоз из России мяса крупного рогатого скота, свинины, мяса домашней птицы, мясопродуктов, рыбы, ракообразных, моллюсков, молока, сливок, кефира, плавленых сыров, жареного кофе, чёрного чая, зерна, пищевых смесей, масложировой продукции, карамели, кондитерских изделий, шоколада и других пищевых продуктов с содержанием какао, шоколадных конфет, продуктов детского питания, макаронных изделий, печенья, вафель, хлебобулочных, мучных кондитерских изделий, картофельных чипсов, продуктов для приготовления соусов и готовых соусов, вкусовых добавок и других пищевых продуктов, пива, спирта этилового, водки, кормов для собак или кошек, сигарет с фильтром, октанола и его изомеров, хлористого калия, поверхностно-активных органических веществ и средств для мытья кожи, инсектицидов, фунгицидов, гербицидов, регуляторов роста растений, родентицидов, искусственных оболочек для колбасных изделий, оборудования для железных дорог и трамвайных колей, локомотивов дизель-электрических.
30 января 2016 года Украина ввела запрет на ввоз из России лука репчатого, чая зелёного, готовой либо консервированной рыбы, икры осетровых и других рыб, белого шоколада, драже и аналогичных сладостей, кондитерских изделий в виде резинки или желе, включая мармелад, шоколадных конфет, содержащих алкоголь, кукурузных хлопьев, хрустящих хлебцев, печенья, соевого соуса, кетчупа и других томатных соусов.
1 января 2017 года Украина запретила ввоз книг из России.
10 апреля 2019 года правительство Украины расширило перечень товаров, запрещённых к ввозу на территорию Украины из России. Запрещено ввозить банки для консервирования, стеклянные бутылки и ёмкости для пищевых продуктов и напитков, формалин, карбамидно-формальдегидный концентрат и смолы, пружины для тележек грузовых вагонов, электроаппаратуру для коммутации, используемую в устройствах железнодорожной автоматики.
15 мая 2019 года Украина ввела новые ограничительные меры против России: был запрещён импорт на Украину цемента, клинкера и клеёной фанеры и введена дополнительная специальная пошлина на все российские товары, за исключением угля, кокса, бензина, сжиженного газа и фармацевтической продукции.